# Breve
Breve (af latin brevis, kort) kaldes den pavelige skrivelse, der i modsætning til bullen udstedes som et lukket brev på papir og i det hele i mindre højtidelig form, men dog indeholdende en offentlig erklæring.
Efter sin fremkomst henimod midten af 1400-tallet blev brevet snart den almindelige form for pavelige skrivelser, når det ikke drejede sig om særlig vigtige sager. Paven undertegnede ikke en breve og hængte ikke, som ved bullen, seglet af bly under, men lod blot sin fiskerring aftrykke i voks; seglet er 1842 endog blevet ombyttet med et ligefremt stempel. Pavens selvbetegnelse er i et breve så kort som muligt, afslutningen angiver ganske simpelt tid og sted, og da breve udstedes af paven uden højtidelig rådslagning med kardinalerne, opregnes der aldrig vidner. Efterhånden udstedte paven også breve i vigtigere sager, og nu til dags opretholdes forskellen mellem breve og bulle ikke længere.